# فرحان فرحان
فرحان فرحان (ولد في 24 أكتوبر 1996) هو سباح بحريني. تنافس في سباق 50 متر حرة للرجال في دورة الألعاب الأولمبية الصيفية 2016 في ريو دي جانيرو بالبرازيل. احتل المركز الثامن والخمسون وبالتالي لم يؤهله هذا المركز في التأهل إلى الدور قبل النهائي. كان حامل علم البحرين خلال افتتاح الألعاب الأولمبية الصيفية 2016.

## روابط خارجية
- فرحان فرحان على موقع اللجنة الأولمبية الدولية (الإنجليزية)
- فرحان فرحان على موقع أوليمبيديا (الإنجليزية)